# Hisao Kuramata
Hisao Kuramata (japanisch 倉又 寿雄 Kuramata Hisao; * 1. Dezember 1958 in der Präfektur Saitama) ist ein ehemaliger japanischer Fußballspieler.

## Karriere
Kuramata erlernte das Fußballspielen in der Schulmannschaft der Bunan High School und der Universitätsmannschaft der Nippon Sport Science University. Seinen ersten Vertrag unterschrieb er 1981 bei Nippon Kokan (NKK SC). 1981 gewann er mit dem Verein den Kaiserpokal. 1985/86, 1986/87 und 1987/88 wurde er mit dem Verein Vizemeister der Japan Soccer League. 1987 gewann er mit dem Verein den JSL Cup. Für den Verein absolvierte er 145 Erstligaspiele. Ende 1992 beendete er seine Karriere als Fußballspieler.
2006 wurde Kuramata Trainer von FC Tokyo.

## Erfolge
Nippon Kokan/NKK
- Japan Soccer League

Vizemeister: 1985/86, 1986/87, 1987/88
- JSL Cup

Sieger: 1987
- Kaiserpokal

Sieger: 1981
Finalist: 1986